# Fief (roman)
Pour les articles homonymes, voir Fief.
Fief est un roman de David Lopez publié le 17 août 2017 aux éditions du Seuil et lauréat du prix du Livre Inter l'année suivante,.

## Éditions
- Coll. « Cadre rouge », éditions du Seuil, 2017  (ISBN 978-2021362152).